# Deutsche Welle GmbH
Die Deutsche Welle GmbH war ein Hörfunksender. Er war von 1926 bis 1933 aktiv.
Im August 1924 wurde die Deutsche Welle von Ernst Ludwig Voss in Berlin gegründet und ging am 7. Januar 1926 regelmäßig auf Sendung. Eigentümer waren zunächst zu 70 % die Reichs-Rundfunk-Gesellschaft und zu 30 % der Freistaat Preußen. Genutzt wurde ein Langwellensender in Königs Wusterhausen, der mit 20 kW auf 231 kHz sendete und in ganz Deutschland empfangen werden konnte (auch Deutschlandsender I genannt).
Das Programm bestand zunächst werktags zwischen 15 und 20 Uhr aus Fachvorträgen im Halbstundentakt und wurde unter der Sendernennung „Deutsche Welle“ ausgestrahlt. Ab 20 Uhr bis Sendeschluss sowie an Sonn- und Feiertagen sollten ausgewählte Programme von regionalen Sendern übernommen werden, meistens war dies die Funk-Stunde Berlin, wobei „Deutschlandsender“ als Senderkennung angesagt wurde.
Ab 1931 sendete die Deutsche Welle aus dem Berliner Haus des Rundfunks, am 1. Januar 1933 wurde die Deutsche Welle GmbH offiziell in die Deutschlandsender GmbH überführt.
Aufschlussreich für die Wendezeit ist ein „Arbeitsbericht“ von Hans Mersmann vom März 1933, der sich als „Leiter der Musikabteilung der Deutschen Welle und des Deutschlandsenders“ gegen Angriffe verteidigen musste. Obwohl das genaue Datum und der Adressat des Arbeitsberichts unklar sind, gibt das Dokument Aufschluss über die kulturpolitische Situation der Zeit, insbesondere über Aufgaben und Formen der Musikprogrammgestaltung. Durch das nationalsozialistische Regime wurde Mersmann 1933 aller Ämter enthoben.